# DotA Allstars
『DotA Allstars』は、Warcraft IIIのカスタムマップ機能を用いて作られたマルチプレイヤーオンラインバトルアリーナのModである。ゲームの目的は、敵基地に攻め込んで本拠地となる建物を破壊することである。この目的を達成するため、最大で10人のプレイヤーが5対5に分かれてチームを組み（12人で6対6ができるよう改造されたものもある）、力を合わせて対戦する。一回の試合時間は30～90分程度。

## ゲーム内容
試合開始前に、プレイヤーはSentinel、Scourgeと呼ばれる2つのチームに分かれる。Sentinelはマップの左下、Scourgeはマップの右上の基地からそれぞれスタートし、相手基地の中央にある本拠地（Sentinelの本拠地はWorld Tree、Scourgeの本拠地はFrozen Throneと呼ばれる）の破壊を目指す。
チームに分かれてゲームが開始されると、プレイヤーは、マップの左下もしくは右上にある建物から、ヒーローと呼ばれるユニットを一体選ぶ。ヒーローは100種類近くおり、それぞれ特徴的なスキルをもっている。通常のRTSと異なり、プレイヤーが使用できるのはこのヒーローだけで、他の建物やそこから生まれてくるユニットは一切操作できない。
DotA Allstarsに存在するヒーローは、大きく4種類に分けられる。高い攻撃力で敵ヒーローを倒すキラーヒーロー、そのタフさで仲間の盾となるタンクヒーロー、建物の破壊が得意なシージヒーロー、敵を封じたり仲間の能力を強化して戦況を有利にするサポートヒーローである。中には複数の役割を期待されるヒーローも存在する。プレイヤーは、自分の選んだヒーローの特性を見極めた上で、仲間や敵のヒーロー、戦況に応じて自分のヒーローをカスタムし勝利を目指す。
ゲーム開始時のヒーローはとても弱くスキルも満足に使えない。そのままの状態では敵本拠地を落とすどころか、コンピュータの動かす雑魚敵にも倒されてしまう。プレイヤーは、自分が選んだヒーローの強化、具体的には、敵から得る経験値によるレベルアップ、敵を倒した際に入手できる金を用いたアイテム購入等を行い、自ヒーローを強化することになる。もしゲームの途中で自ヒーローが死亡すると、一定の所持金を失う上に、復活まで一定の時間が必要であり、死亡中は一切の経験値や金を入手できない。

## AIマップ
DotA Allstarsは基本的に人間が各ヒーローを操作するが、これをコンピュータにやらせることができるAIを搭載したマップも存在する。AIマップは人間プレイヤーの訓練用として作られたマップであり、初心者がヒーローの特性やスキル、アイテムの効果を理解するのに利用できる。